# Mestervik
Mestervik est une localité du comté de Troms, en Norvège.

## Géographie
Administrativement, Mestervik fait partie de la kommune de Balsfjord.